# جيوفاني أباتي
جيوفاني أباتي, (بالإنجليزية: Giovanni Abate)‏, (وُلِد 2 يوليو 1981), هو لاعِب كُرة قدم إيطالي ويلعب حالياً في فريق "Trapani Calcio".

## الأندية
لعب في عدة أندية:
- A.S.D. Portogruaro.
- نادي مانتوفا.
- S.C. Siracusa.
- Trapani Calcio.

## روابط خارجية
- جيوفاني أباتي على موقع قاعدة بيانات كرة القدم.إي يو (الإنجليزية)
- جيوفاني أباتي على موقع Soccerway.com (الإنجليزية)